# Trnávka (Dunajská Streda)

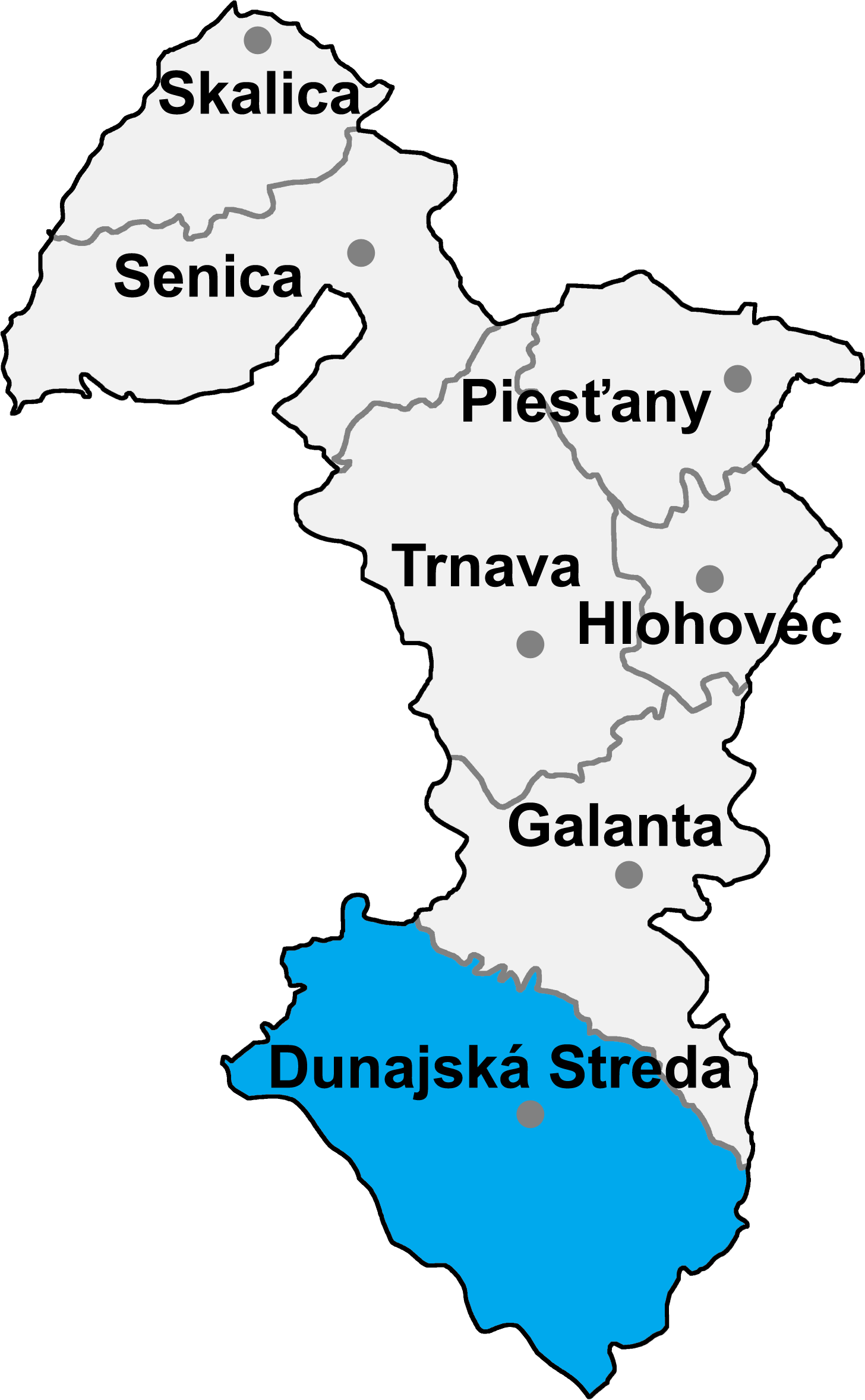
Localização de Dunajská Streda (distrito) na Trnava (região)

O Distrito eslovaco de Trnávka  é um dos sessenta e quatro municípios que formam a Distrito de Dunajská Streda, situada em Região de Trnava, Eslováquia.

## Demografia
| Ano:        | 1994 | 2004   | 2014    | 2024    |
| ----------- | ---- | ------ | ------- | ------- |
| Broj ljudi: | 404  | 431    | 490     | 570     |
| Razlika:    |      | +6,68% | +13,68% | +16,32% |

| Ano:               | 2023 | 2024   |
| ------------------ | ---- | ------ |
| Número de pessoas: | 548  | 570    |
| Diferença:         |      | +4,01% |